# Banksetosa
Banksetosa  (лат.) — род аранеоморфных пауков из подсемейства Amycinae в семействе пауков-скакунов (Salticidae). Оба вида распространены только в Панаме (Центральная Америка).

## Виды
- Banksetosa dubia (Chickering, 1946) — Панама
- Banksetosa notata (Chickering, 1946) — Панама